# Jannik Schümann
Jannik Schümann (* 22. Juli 1992 in Hamburg) ist ein deutscher Schauspieler, Musicaldarsteller, Synchron- und Hörspielsprecher.

## Leben
Jannik Schümann wuchs mit zwei älteren Brüdern im Hamburger Stadtteil Kirchwerder auf. Er besuchte bis zum Abitur im Jahr 2010 das Luisen-Gymnasium Bergedorf. Als Kind begann er sich für Jazz Dance und Hip-Hop zu begeistern. Seine Vorliebe für das Tanzen brachte ihm im Alter von neun Jahren die Rolle des kleinen Mozart (Amadé) in der Deutschland-Premiere des gleichnamigen Musicals in Hamburgs Neuer Flora ein. Dabei wurde Schümann von einer Agentin entdeckt, die ihn unter Vertrag nahm und ihm in den folgenden Jahren Schauspielunterricht zukommen ließ.
2003 folgte eine erste Fernsehrolle in einer Folge der ZDF-Serie Die Rettungsflieger. 2004 sprach Schümann in der deutschen Hörspielfassung von Éric-Emmanuel Schmitts Erzählung Oskar und die Dame in Rosa neben Gisela Trowe die jugendliche Titelrolle. 2007 war er in dem Fernsehzweiteiler Das Glück am anderen Ende der Welt als Sohn von Heiner Lauterbach zu sehen sowie als mordverdächtiger Jugendlicher Felix Freiberg im Tatort: Liebeshunger mit Robert Atzorn als Kommissar Jan Casstorff. Ab 2007/2008 folgte die Rolle des Florian an der Seite von Kerstin Marie Mäkelburg und Jerry Marwig in der Uraufführung des Udo-Jürgens-Musicals Ich war noch niemals in New York am Hamburger Operettenhaus. Neben weiteren Gastrollen in Fernsehreihen und -serien synchronisierte er die Hauptrollen für die Kinofilme Die drei ??? – Das Geheimnis der Geisterinsel (2007) und WinneToons – Die Legende vom Schatz im Silbersee (2009). Den Part des Justus Jonas in Die drei ??? sprach er auch in dem Nachfolgefilm Die drei ??? – Das verfluchte Schloss (2009) sowie für die Hörspielreihe von Die drei ??? Kids. Wiederkehrende Fernsehrollen in Kinder- und Jugendserien hatte Schümann als umschwärmter Fußballtrainer und vermeintlicher Brandstifter in Die Pfefferkörner (2009) sowie in der englischsprachigen Produktion Emmas Chatroom (2010/2011).
Im Juni 2010 war er auch in einer Gastrolle als Moritz Schreiner in der Folge Wenn alles zerbricht in der Fernsehkrimireihe Kommissarin Lucas des ZDF zu sehen, wo er einen Jugendlichen spielt, der gemeinsam mit seinen Freunden bei illegalen Schießübungen im Wald von seinem Lehrer Eric Klausmann entdeckt wird, den sie daraufhin kidnappen und verstecken.
Einem breiteren Publikum wurde Schümann durch seine Mitwirkung in dem preisgekrönten Fernsehfilm Homevideo (2011) bekannt. In dem Drama über Cyber-Mobbing unter Schülern war er in der Nebenrolle des intriganten Henry zu sehen, der ein kompromittierendes Video seines Klassenkameraden Jakob (gespielt von Jonas Nay) ins Internet stellt. Die Süddeutsche Zeitung kritisierte, dass es mutiger gewesen wäre, der Rolle des Täters mehr Zeit zu widmen. „Henry sucht Macht. Was ihn antreibt, sie gnadenlos auszuspielen, bleibt offen.“ Für seine Darstellung wurde Schümann 2012 für den New Faces Award der Zeitschrift Bunte nominiert, hatte aber gegenüber seinem Homevideo-Kollegen Jonas Nay das Nachsehen. Im selben Jahr gab Schümann sein Kinodebüt mit der Nebenrolle des Mario in Christian Petzolds Drama Barbara und war als hyperaktiver, internetaffiner sowie mit Pillen dealender Sohn eines Schulleiters (Herbert Knaup) in Martin Enlens Fernsehfilm Mittlere Reife zu sehen. Das junge Darstellerensemble um Isabel Bongard, Sonja Gerhardt, Vincent Redetzki, Anton Rubtsov und Schümann erhielt bei der Verleihung des Hessischen Fernsehpreises 2012 einen Sonderpreis der Jury zugesprochen.
Anfang September 2013 war er ein zweites Mal in der Fernsehkrimireihe Tatort zu sehen, wo er im vorletzten gemeinsamen Fall des Berliner Ermittlergespanns Ritter und Stark mit dem Titel Gegen den Kopf den jugendlichen Konstantin Auerbach spielt, der mit seinem Freund Achim Wozniak einen 38-jährigen Mann auf der U-Bahn-Station aus einem nichtigen Grund zu Tode tritt. Im Oktober 2013 spielte er im Bella-Block-Krimi Angeklagt den jungen Felix Larson, der aus Wut auf seine Mutter mit seiner Freundin zusammen seine kleine Schwester entführt und mit Tabletten ruhiggestellt hat. Im selben Monat erschien Gregor Schnitzlers Verfilmung Spieltrieb, die auf Juli Zehs Roman Spieltrieb basiert, in der er die männliche Hauptrolle des Alev übernahm. In der Bestsellerverfilmung von Andreas Steinhöfels Die Mitte der Welt übernahm er die Rolle des Nicholas.

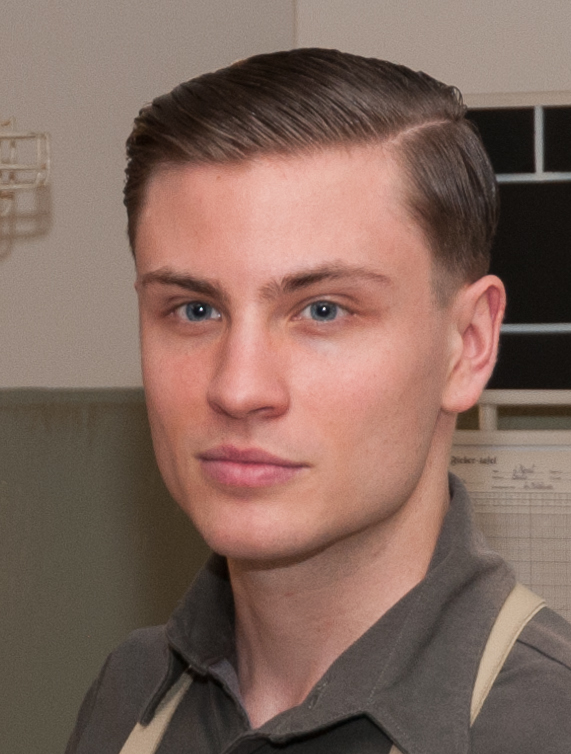
Schümann während der Dreharbeiten zu Charité (2018)

Im Fernsehspielfilm Mein Sohn Helen, der im April 2015 auf Das Erste ausgestrahlt wurde, war er in der Hauptrolle des 16-jährigen Finn Wilke zu sehen, der nach einem Auslandsjahr in San Francisco als Mädchen namens Helen zurückkehrt. Seit Mai 2016 übernimmt er in der TV-Reihe Die Diplomatin die Rolle von Nikolaus Tanz, des Assistenten der Botschafterin Karla Lorenz, gespielt von Natalia Wörner. Anfang Dezember 2018 war er zum dritten Mal in der TV-Reihe Tatort zu sehen, diesmal in der Weihnachtsausgabe von Batic und Leitmayr in Wir kriegen euch alle als Louis Grein, der von seinem Vater Volker gedemütigt wird.
In der zweiten Staffel der Historienserie Charité spielte er 2019 den Sanitätsoffizier und Bruder der Medizinstudentin Anni Waldhausen, Otto Marquardt, der sich verbotenerweise in den Chirurgie-Pfleger Martin Schelling verliebt. Ab Oktober 2019 war er in Dem Horizont so nah als Kickboxer und Model Danny Taylor, der durch seine Kindheit – er wurde geschlagen und vergewaltigt – schwer gezeichnet ist, in den deutschen Kinos zu sehen. Für den ProSieben-Fernsehfilm 9 Tage wach (2020) übernahm er die Rolle des Crystal Meth-abhängigen Schauspielers Eric Stehfest.
In der RTL/TVNOW-Fernsehserie Sisi, die im Oktober 2021 beim Internationalen Serienfestival in Cannes Premiere hatte, übernahm Schümann an der Seite von Dominique Devenport als Elisabeth von Österreich-Ungarn die männliche Hauptrolle des österreichisch-ungarischen Kaisers Franz Joseph I. In der Miniserie Disko 76 ist Schümann in der Rolle des aus der DDR geflohenen Tänzers Robert zu sehen.

### Privatleben
Im Dezember 2020 outete sich Schümann über Instagram als homosexuell. Zahlreiche Schauspielkollegen, darunter Anna Maria Mühe, Kostja Ullmann, Vladimir Burlakov und Clemens Schick, sandten Glückwünsche und gratulierten Schümann, der auf seinem Instagram-Account erklärte, er sei „überwältigt“ von den positiven Reaktionen. Im Februar 2021 war Schümann Teil der Initiative #ActOut im SZ-Magazin, zusammen mit 184 anderen lesbischen, schwulen, bisexuellen, queeren, intergeschlechtlichen und transgender Personen aus dem Bereich der darstellenden Künste. Am 27. Januar 2023 las Schümann im Deutschen Bundestag bei einer Gedenkfeier für die homosexuellen Opfer des Nationalsozialismus einen Text über Karl Gorath; seine Schauspielkollegin Maren Kroymann trug einen biografischen Text zu Mary Pünjer vor.
Jannik Schümann hat an der Humboldt-Universität zu Berlin Englisch mit Zweitfach Medienwissenschaft studiert und am 27. Juni 2024 mit dem Bachelor of Arts (Abschlussnote 1,3) abgeschlossen. Der Titel seiner Abschlussarbeit lautet: Queer-Coding in Disney Films. A Case Study of Two Iconic Disney Villains.
Jannik Schümann ist mit Felix Kruck verlobt und lebt hauptsächlich in Berlin und Hamburg.

## Filmografie

### Schauspieler
- 2003: Die Rettungsflieger (Fernsehserie, Folge Rivalen im Cockpit)
- 2007: Das Glück am anderen Ende der Welt (Fernsehfilm)
- 2007: Tatort: Liebeshunger (Fernsehreihe)
- 2009: Stubbe – Von Fall zu Fall: Im toten Winkel (Fernsehreihe)
- 2009: Die Pfefferkörner (Fernsehserie, 4 Folgen)
- 2010: Kommissarin Lucas – Wenn alles zerbricht (Fernsehreihe)
- 2010: SOKO Wismar (Fernsehserie, Folge Die Prophezeiung)
- 2010: Garmischer Bergspitzen (Fernsehfilm)
- 2010–2011: Emmas Chatroom (Fernsehserie, 11 Folgen)
- 2011: Notruf Hafenkante (Fernsehserie, Folge Eltern – nein, danke!)
- 2011: Homevideo (Fernsehfilm)
- 2011: Der Alte (Fernsehserie, Folge Schleichendes Gift)
- 2012: Ferngesteuert (Kurzfilm)
- 2012: Küstenwache (Fernsehserie, Folge Verlorene Unschuld)
- 2012: Barbara
- 2012: Mittlere Reife (Fernsehfilm)
- 2012: SOKO Köln (Fernsehserie, Folge Mord nach Schulschluss)
- 2012: Polizeiruf 110: Eine andere Welt (Fernsehreihe)
- 2013: Der Lehrer (Fernsehserie, Folge Ich hab' ja gesagt, ich bin Lehrer)
- 2013: Die Erfinderbraut (Fernsehfilm)
- 2013: Lotta & die frohe Zukunft (Fernsehreihe)
- 2013: Spieltrieb
- 2013: Heiter bis tödlich: Morden im Norden (Fernsehserie, Folge Über Bord)
- 2013: Bella Block: Angeklagt (Fernsehreihe)
- 2013: Tatort: Gegen den Kopf
- 2014: Katie Fforde: Das Meer in dir (Fernsehreihe)
- 2014: Sechs auf einen Streich: Die drei Federn (Fernsehreihe)
- 2015: SCHULD nach Ferdinand von Schirach (Fernsehserie, Folge Die Illuminaten)
- 2015: Die kalte Wahrheit (Fernsehfilm)
- 2015: Mein Sohn Helen (Fernsehfilm)
- 2015: Großstadtrevier (Fernsehserie, Folge Geborene Verlierer)
- 2016: LenaLove
- 2016: Die Hebamme II (Fernsehfilm)
- 2016: Alarm für Cobra 11 (Fernsehserie, Folge Tödlicher Profit)
- 2016: Die Mitte der Welt
- seit 2016: Die Diplomatin (Fernsehreihe)
  - 2016: Das Botschaftsattentat
  - 2016: Entführung in Manila
  - 2018: Jagd durch Prag
  - 2019: Böses Spiel
  - 2020: Tödliches Alibi
  - 2023: Vermisst in Rom
- 2017: Jugend ohne Gott
- 2017: Grenzenlos (Submergence)
- 2017: High Society
- 2018: Tatort: Wir kriegen euch alle
- 2019: Charité (Fernsehserie, 6 Folgen)
- 2019: Niemandsland – The Aftermath (The Aftermath)
- 2019: Rate Your Date
- 2019: Tage des letzten Schnees (Fernsehfilm)
- 2019: Dem Horizont so nah
- 2020: 9 Tage wach
- 2020: Deine Farbe
- 2020: Monster Hunter
- 2021: Tribes of Europa (Fernsehserie)
- seit 2021: Sisi (Fernsehserie)
- 2021: Westwall (Fernsehserie)
- 2024: Disko 76 (Streaming-Serie)
- 2024: Chantal im Märchenland
- 2025: High Stakes (Fernsehserie)

### Synchronsprecher
- 2007: Die drei ??? – Das Geheimnis der Geisterinsel (The Three Investigators and the Secret of Skeleton Island; Rolle: Justus Jonas)
- 2009: Die drei ??? – Das verfluchte Schloss (The Three Investigators and the Secret of Terror Castle; Rolle: Justus Jonas)
- 2009: WinneToons – Die Legende vom Schatz im Silbersee (Animationsfilm; Rolle: Bobby)
- 2010: Dance Academy (TV-Serie; Rolle: Sean)
- 2012: Der Lorax (Rolle: Ted)
- 2016: Eddie the Eagle – Alles ist möglich (Eddie the Eagle; Rolle: Matti Nykänen)
- 2019: Shadowhunters (TV-Serie; Rolle: Jonathan Morgenstern)

## Musical-Rollen
- 2001–2002: Mozart! (Neue Flora, Hamburg; Rolle: Amadé)
- 2004: Oliver Twist (Kampnagel, Hamburg)
- 2008: Ich war noch niemals in New York (Operettenhaus, Hamburg; Rolle: Florian)

## Hörspiele
- Seit 2009: Die drei ??? Kids: Justus Jonas, Regie: Ulf Blanck
- 2013: E. M. Cioran: Vom Nachteil, geboren zu sein – Regie: Kai Grehn (Hörspiel – SWR)
- 2013: Mark Twain: Der geheimnisvolle Fremde (Theodor) – Regie: Kai Grehn (Hörspiel – DLR / Hörbuch Hamburg, ISBN 978-3-89903-883-5)
- 2017: TKKG: Ein Paradies für Diebe (Folge 202) – Regie: Heikedine Körting (Sony Music Entertainment Germany)
- 2022: Jane Austen: Stolz & Vorurteil – Regie: Kai Grehn (Hörspiel – HR / DLF Kultur / Der Hörverlag, ISBN 978-3-8445-4522-7)
- 2023: Kai Grehn: Die Causa Jeanne d'Arc – Regie: Kai Grehn (Hörspiel – SWR/RBB)

## Hörbücher
- 2019: William Arden: Die drei ???: Jannik Schümann liest ...und der Phantomsee (Hörbuch, gelesen von Jannik Schümann), Europa
- 2019: Atticus: LOVE.HER.WILD. Gedichte und Notizen (Hörbuch, gelesen von Jannik Schümann), Finch&Zebra
- 2021: Takis Würger: Noah – Von einem, der überlebte (Hörbuch, gelesen von Aaron Altaras, Jannik Schümann, Sabin Tambrea, Adriana Altaras, Anna Thalbach), Random House Audio
- 2022: Gerda Blees: Wir sind das Licht (Hörbuch, gemeinsam mit  Claudia Michelsen, Sandrine Mittelstädt & Benno Fürmann), Random House Audio, ISBN 978-3-8371-5985-1

## Auszeichnungen
- 2012: Nominierung für den New Faces Award für Homevideo (Beste Nachwuchsschauspieler)
- 2012: Hessischer Fernsehpreis – Sonderpreis der Jury für Mittlere Reife (gemeinsam mit Isabel Bongard, Sonja Gerhardt, Vincent Redetzki, Anton Rubtsov)
- 2016: Askania Award (Shooting-Star-Award)
- 2018/2019: Sieger bei der Wahl zum „allerschönsten Mann Berlins“[23] (bei Mit Vergnügen)
- 2020: GQ Care Award in der Kategorie „Best Look“[24]
- 2020: Jupiter Award – „Bester Darsteller National“ für Dem Horizont so nah[25]
- 2021: Jupiter Award – „Bester Darsteller National“ für 9 Tage wach[26]
- 2022: Jupiter Award – „Bester Darsteller National“ für Sisi[27]